# فيلي فيري
فيلي فيري (بالإنجليزية: Willie Phiri)‏ هو لاعب كرة قدم ومدرب كرة قدم زامبي في مركز الوسط، ولد في 3 يونيو 1953 في رودسيا الشمالية، وتوفي في 2 يونيو 2011 في شينغولا في زامبيا. شارك مع منتخب زامبيا لكرة القدم. أما مع النوادي، فقد لعب مع Nchanga Rangers F.C. ‏.

## وصلات خارجية
- فيلي فيري على موقع الاتحاد الدولي (مؤرشف)  (الإنجليزية)
- فيلي فيري على موقع قاعدة بيانات كرة القدم.إي يو (الإنجليزية)